# Doringbaai
Doringbaai (englisch Thornbay) ist ein Küstenort am Atlantik im Distrikt West Coast in der südafrikanischen Provinz Western Cape.
Der Ortsname „Dornenbucht“ leitet sich von einer Bucht mit Dornengebüsch ab.

## Geographie
Die Fischersiedlung Doringbaai befindet sich in der gleichnamigen Bucht und auf dem Territorium der Lokalgemeinde Matzikama.
Eigenständige (main place) Nachbarorte sind nördlich Strandfontein und Lamberts Bay im Süden.
| Atlantik | Strandfontein, Lutzville                    | Vredendal           |
| Atlantik | Kompassrose, die auf Nachbargemeinden zeigt | Klawer              |
| Atlantik | Lamberts Bay, Elands Bay                    | Landschaft Sandveld |

## Bevölkerung
Gemäß der Volkszählung von 2011 lebten hier 1260 Personen in 315 Haushalten auf 1,79 km². Davon waren 90 % Coloureds, 7 % weiß und 2,7 % schwarz. Als Hauptsprache gaben 96 % Afrikaans, 2,66 % Englisch und 0,32 % isiXhosaan.

## Wirtschaft
Die ortsansässige Bevölkerung lebt überwiegend vom Tourismus. Zudem gibt es im kleinen Maßstab Fischerei bzw. Jagd auf Langusten.

## Verkehr
Die Regionalstraße R362 durchläuft die Siedlung. Von Strandfontein im Norden folgt sie der Küstenlinie bis Doringbaai und wendet sich hier wieder ins Landesinnere. Unmittelbar nördlich der Siedlung gibt es einen Landepiste für Flugzeuge.
Die Bahnstrecke Sishen–Saldanha für den Eisenerztransport aus der Region um Dingleton im Landesinnern verläuft hier in Küstennähe und passiert östlich die Ortslage ohne einen Haltepunkt.

## Sehenswürdigkeiten
- Leuchtturm
- wüstenartige Küstenlandschaft
- Vogel-, Delphin- und Walbeobachtungen